# Barbara Bryne
Barbara Byrne, all'anagrafe Barbara Isabel Birkinshaw (Londra, 1º aprile 1929 – Minneapolis, 2 maggio 2023) è stata un'attrice e cantante britannica, attiva in campo teatrale, cinematografico e televisivo.

## Biografia
Nata e cresciuta a Londra, studiò recitazione alla Royal Academy of Dramatic Art e si trasferì in Canada nei primi anni sessanta.
Nel 1982 interpretò Kath nella prima produzione statunitense della commedia di Joe Orton Entertaining Mr. Sloane, ricevendo una candidatura al Drama Desk alla miglior attrice protagonista per la sua interpretazione. Nel 1984 interpretò la madre del puntinista Georges Seurat nel musical Sunday in the Park with George. Nel 1987 interpretò la madre di Jack in un altro musical di Stephen Sondheim, Into The Woods, un ruolo che ricoprì nuovamente nel 1991 per l'adattamento televisivo del musical. Altre opere teatrali in cui recitò sono Pigmalione, Madre Coraggio e i suoi figli e Lo zoo di vetro.
Apparve in alcuni film, tra cui La ragazza e il professore (1983), I bostoniani (1984), Amadeus (1984) e Due occhi diabolici (1990).
Fu sposata con Dennis Spence dal 1953 alla morte dell'uomo nel 2018; la coppia ebbe un figlio. È morta nel 2023 all'età di 94 anni.

## Filmografia parziale

### Cinema
- I bostoniani (The Bostonians), regia di James Ivory (1984)
- Amadeus, regia di Miloš Forman (1984)
- Due occhi diabolici, regia di Dario Argento e George A. Romero (1990)

### Televisione
- Il meglio del west (Best of the West) - serie TV, episodio 1x15 (1982)
- Con affetto, tuo Sidney (Love, Sidney) - serie TV, 4 episodi (1982-1983)
- La ragazza e il professore (Svengali), regia di Anthony Harvey – film TV (1983)
- American Playhouse - serie TV, episodi 5x19 e 10x1 (1986-1991)

### Doppiaggio
- La storia infinita (The Neverending Story) - serie TV, 10 episodi (1995-1996)

## Doppiatrici italiane
- Alina Moradei in Amadeus[4]